# ابن ماگلن
ابن ماگلن (به انگلیسی: Eben Moglen) استاد رشتهٔ حقوق دانشگاه کلمبیا، مشاور عمومی بنیاد نرم‌افزار آزاد، بنیانگذار و رئیس هیئت مدیره مرکز قانونگذاری نرم‌افزار آزاد است.

## زندگی‌نامه
ماگلن از سال ۱۹۷۹ تا ۱۹۸۴ کار خود را با طراحی و توسعه زبان برنامه‌نویسی در شرکت آی‌بی‌ام آغاز کرد و جایزهٔ Hicks را به خاطر انتقادات ادبی و مدرک کارشناسی خود را در سال ۱۹۸۰ از کالج سوارثمور دریافت کرد. در سال ۱۹۸۵ مدرک ام‌فیل را در رشتهٔ تاریخ و فوق دکترا از دانشگاه ییل دریافت کرد. ماگلن از سال ۱۹۸۷ در دانشگاه هاروارد و دانشگاه تل‌آویو و دانشگاه ویرجینیا فعالیت می‌کند.
ماگلن همچنین از سال ۱۹۸۶ تا ۱۹۸۷ به عنوان کارمند قانون برای تورگود مارشال در دیوان عالی ایالات متحده آمریکا کار می‌کند. ماگلن در سال ۱۹۸۷ عضو هیئت علمی دانشگاه کلمبیا می‌شود. در سال ۱۹۹۳ ماگلن مدرک پی‌اچ‌دی خود را از دانشگاه ییل دریافت می‌کند. ماگلن در سمت مدیر در بنیاد اختراعات عمومی مشغول به کار می‌شود.
ماگلن از سال ۱۹۹۴ به عنوان مشاور عمومی و از سال ۲۰۰۰ تا ۲۰۰۷ عضو هیئت مدیره بنیاد نرم‌افزار آزاد است. به عنوان مشاور بنیاد ابن ماگلن موظف به اجرای پروانه عمومی همگانی گنو برای بنیاد نرم‌افزار آزاد می‌شود و بعداً به شدت مشغول طراحی نسخهٔ سوم این پروانه می‌شود. در ۲۳ آوریل ۲۰۰۷ ماگلن اعلام می‌کند از هیئت مدیرهٔ بنیاد نرم‌افزار آزاد بیرون آمده. ماگلن همچنین اعلام کرد بعد از انتشار نسخهٔ سوم پروانه عمومی همگانی گنو می‌خواهد زمان بیشتری برای نوشتن، تدریس و بنیاد صندوق آزادی بگذارد.

## بنیاد صندوق آزادی
در فبریه ۲۰۱۱ ماگلن بنیاد صندوق آزادی را با هدف طراحی نرم‌افزار برای یک سرور بسیار کوچک به نام FreedomBox شروع کرد. FreedomBox می‌خواهد یک سرور شخصی مقرون به‌صرفه برای استفاده‌های شخصی که فقط نرم‌افزار آزاد روی آن اجرا می‌شود باشد و روی ارتباطات امن و ناشناس تمرکز کند. هدف بنیاد جمع‌آوری بودجه برای ساخت و توسعه نرم‌افزار برای FreedomBox است. ماگلن به دریافت بیش از ۵۰۰۰۰۰ دلار برای ساخت رسمی FreedomBox بعد از یک سال امیدوار است.

## اظهارات و طرز فکر
نرتیو انتقادی ماگلن در برخورد با پدیدهٔ انحصار در نرم‌افزار و سایر خطراتی که جامعهٔ نرم‌افزار آزاد به‌طور خاص و شهروندان جامعهٔ جهانی با آن روبرو هستند ستودنی است.